# Vertrag von Arras (1435)
Im Vertrag von Arras (1435) verständigten sich am 21. September 1435 der französische König Karl VII. und der burgundische Herzog Philipp der Gute über eine Beilegung ihres jahrelang schwelenden Konfliktes, des Bürgerkriegs der Armagnacs und Bourguignons. Mit England kam hingegen bei dieser auf einen Friedensschluss ausgerichteten Zusammenkunft, die zu den wichtigsten Friedenskonferenzen im Mittelalter gerechnet wird, kein Einvernehmen zustande.

## Vorgeschichte
Herzog Johann Ohnefurcht war 1404 Herrscher über Burgund geworden. Er stellte sich im politischen Meinungsstreit in Frankreich an die Spitze der Partei der Bourguignons und gewann dominierenden Einfluss am französischen Hof. Der permanente Streit mit den Armagnacs führte dazu, dass er deren Führer, den Herzog Ludwig von Orléans, im Jahr 1407 töten ließ. Damit wurden die Verfeindungen erst recht vertieft. Als sich Johann 1419 mit dem Dauphin, dem späteren König Karl VII. versöhnen wollte, wurde der Herzog auf der Brücke von Montereau von Begleitern des Dauphins ermordet.
Die Mordtat bewirkte, dass sich Johanns Sohn und Erbe Philipp III. der Gute nach dem Vertrag von Troyes am 21. Mai 1420 entschieden auf die Seite der Engländer stellte, welche unter König Heinrich V. siegreich in Frankreich vordrangen. Frankreichs König Karl VI. der Wahnsinnige, von seiner Frau Isabeau beeinflusst, war sich in diesem Vertrag mit dem englischen Herrscher einig, dass Heinrich V. von England Karls Tochter Katharina heiraten und nach dem Tode des Königs England und Frankreich in Personalunion regieren sollte. Der Dauphin, Katharinas Bruder, wurde mit dem Hinweis auf seine Beteiligung an der Ermordung Herzog Johanns von der Thronfolge ausgeschlossen und verbannt. Burgund bekämpfte in der Folgezeit den als Übeltäter eingestuften Karl VII., welcher eine Gegenregierung gebildet hatte, an der Seite Englands. Dieses Bündnis hielt bis zur Friedenskonferenz von Arras.

## Friedenskonferenz
Am 5. August 1435 wurde in der Abtei Saint-Vaast bei Arras eine Friedenskonferenz auf europäischer Ebene unter kirchlicher Regie eröffnet, die den Konflikten zwischen Frankreich, England und Burgund galt. Den Vorsitz führten die Kardinäle Niccolo d’Albergati als Vertreter des Papstes und Hugo von Lusignan als Vertreter des Konzils von Basel.
Die Verhandlungsdelegation für Karl VII. wurde angeführt von Herzog Charles de Bourbon, Erzbischof Regnault de Chartres von Reims und dem Connétable von Frankreich, Arthur de Richemont. Die Interessen Heinrichs VI. vertraten der Kardinalbischof von Winchester, Henry Beaufort, der Bischof von Lisieux, Pierre Cauchon, und William, Earl of Suffolk. Für Burgund führte Philipp der Gute persönlich Verhandlungen.
Gesandte des Königs von Neapel, der Herzöge von der Bretagne, von Orléans und von Alençon, der Universität Paris und der bedeutendsten Städte Frankreichs trafen mit jeweils reichem Gefolge als Beobachter ein.  Auch Kaiser Sigismund von Luxemburg gab der Konferenz die Ehre.
An den Friedensverhandlungen nahm ferner Amadeus VIII. von Savoyen teil, der spätere Gegenpapst Felix V.; sein Moderatorengeschick führte zur Annäherung Burgunds an Frankreich.

### Vereinbarungen zwischen Frankreich und Burgund
Karl VII. bestätigte im Vertrag vom 21. September 1435 die Schenkungen von 1424, vervollständigte sie durch die Abtretung von königlichen Enklaven innerhalb des herzoglichen Herrschaftsgebietes und versprach die Bestrafung der Mörder Herzog Johanns. Er leistete darin Philipp dem Guten förmlich Abbitte für die Ermordung dessen Vaters.
Burgund erhielt durch Wegfall der Lehnspflicht und Huldigung real völlige Unabhängigkeit (bei formeller Zugehörigkeit zu Frankreich) und folgenden territorialen Zuwachs:
- die Grafschaften Auxerre und Mâcon,
- das Gebiet an der Somme mit Péronne und anderen Städten,
- Ponthieu sowie Bar-sur-Seine und Boulogne,
- die Grafschaft Vermandois mit ihrer Hauptstadt Saint-Quentin.

Burgund erkannte im Gegenzug Karl VII. als König von Frankreich an. Philipp verzichtete auf die vom Vater erworbene Grafschaft Tonnerre.

### Verhandlungen mit England
Die englischen Unterhändler waren in der Erwartung angekommen, dass es um eine Friedensvermittlung nur zwischen England und Frankreich ginge. Sie schlugen einen ausgedehnten Waffenstillstand und eine Verbindung zwischen dem jugendlichen König Heinrich VI. von England und der Tochter des französischen Königs Karl VII. vor. Keinesfalls wollte die englische Seite auf ihren Anspruch auf die Krone Frankreichs verzichten. Diese Position verhinderte eine sinnvolle Vermittlung. Die englische Delegation zog sich in der Mitte des Kongresses aus den Verhandlungen zurück, weil es französische Überfälle auf den kontinentalen Besitz gegeben hatte. Unterdessen drängten die französische Delegation und der führende Klerus Philipp den Guten, sich mit Karl VII. zu versöhnen. Nach Rückkehr der englischen Delegation musste sie erfahren, dass ihr Verbündeter die Seiten gewechselt hatte. Der englische Regent Herzog John von Bedford starb am 14. September 1435 in Rouen, eine Woche bevor der Kongress endete.

## Nach Kongressende
Philipp III. der Gute befand sich nun im Krieg mit England. Er scheiterte mit seinen militärischen Unternehmungen und nach einem Aufstand in Brügge (1437) war er gezwungen, mit den Engländern zu verhandeln und ihnen freien Handel mit Flandern zu garantieren. Er erreichte jedoch die Freilassung des nach der Schlacht von Azincourt in England gefangengehaltenen Herzogs Karl von Orléans und begrub damit erfolgreich die alte Feindschaft zwischen Bourguignons und Armagnacs.
Die im Vertrag von Arras aus dem Besitz der französischen Krone an Burgund abgetretene Grafschaft Vermandois mit ihrer Hauptstadt Saint-Quentin wurde 1477 wieder französisch.

## Bewertung
Der Vertrag von Arras war ein wichtiger diplomatischer Erfolg für die Franzosen und leitete die Schlussjahre des Hundertjährigen Krieges ein. Er beendete den jahrelangen Zwist zwischen König Karl VII. von Frankreich und Herzog Philipp III. von Burgund. Indem er das Bündnis zwischen Burgund und England zerschlug, stärkte Karl VII. seine Position als Monarch von Frankreich gegen den rivalisierenden Anspruch Heinrichs VI. von England. Der innenpolitische Streit zwischen Armagnacs und Bourguignons löste sich auf. Frankreich war schon länger mit Schottland verbündet, England war daher isoliert. Von 1435 an verringerte sich englischer Besitz in Frankreich nach und nach.